# Slunéčko velké
Slunéčko velké (Anatis ocellata) je druh brouka z čeledi slunéčkovití. V ČR patří mezi největší slunéčka. 

## Popis
Velikost těla dospělého jedince tohoto druhu se pohybuje v rozmezí 7–8,5 mm. Tělo je červené, většinou s 15–18 černými skvrnami, které jsou ohraničené žlutým kruhem. Někdy mohou černé skvrny chybět. Pronotum je černé s bílou skvrnou ve tvaru písmene U. Na horní části pronota jsou dvě bílé skvrny. Tykadla jsou hnědá, nohy jsou černohnědé. Larva čtvrtého instaru je šedočerná s nápadnými ostny.

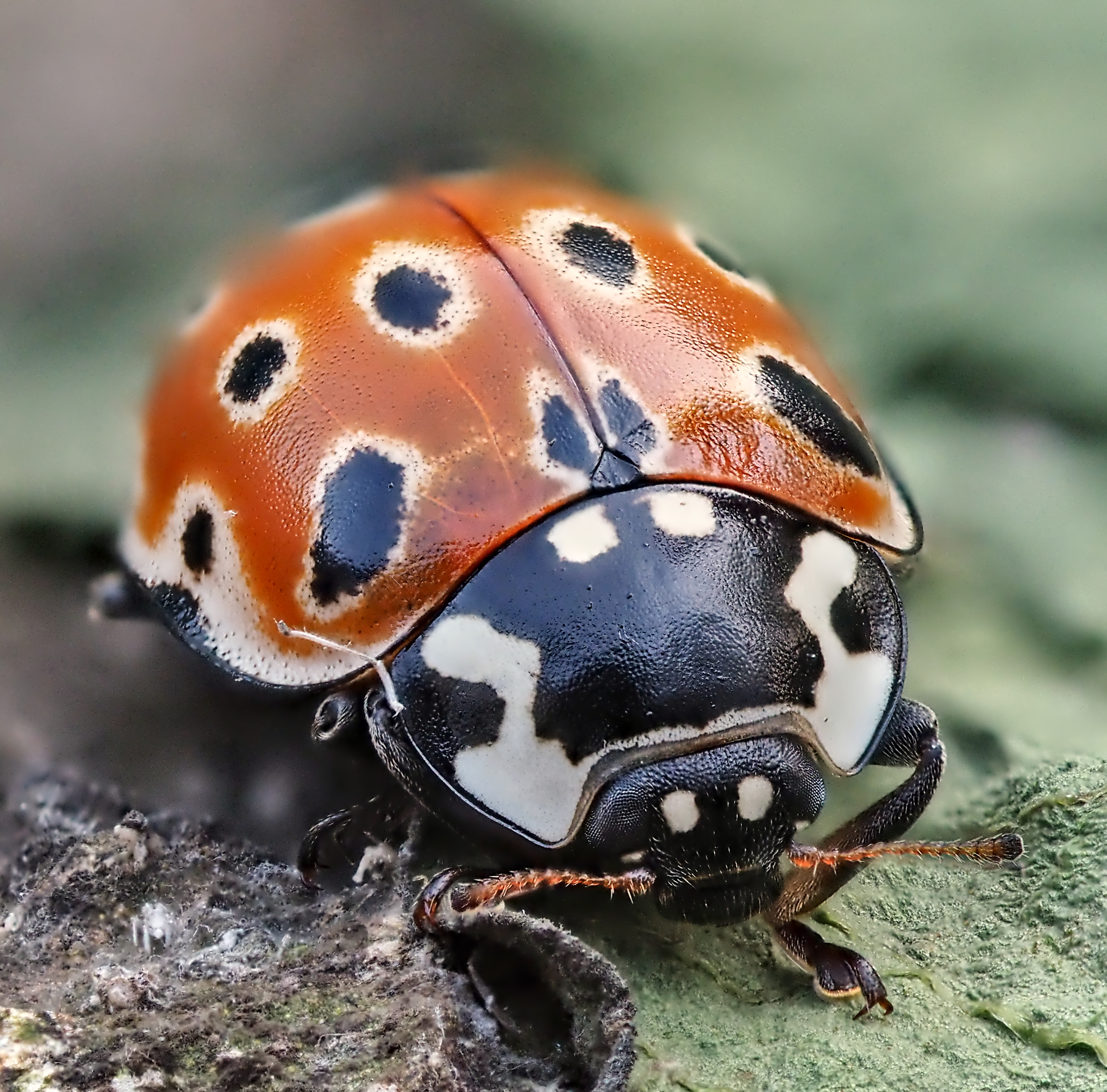
Kresba na pronotu
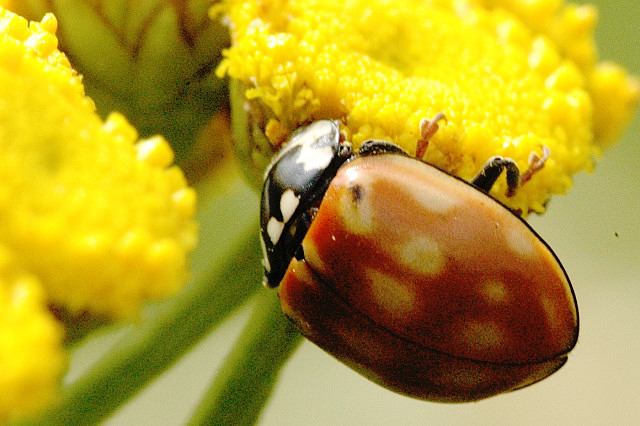
Dospělý jedinec bez černých skvrn

## Rozšíření
Slunéčko velké se vyskytuje na většině území Evropy, v Rusku a ve střední Asii. Obývá především jehličnaté a smíšené lesy. Tento druh je navíc vysoce citlivý na vůni jehličí, která jej přirozeně přitahuje k hlavní potravě – mšicím živícím se na jehličí.